# Gerichtsbezirk Kanalburg
Der Gerichtsbezirk Kanalburg (slowenisch: Kanal ob Soči, italienisch: Canale) war ein dem Bezirksgericht Kanalburg unterstehender Gerichtsbezirk in der Gefürsteten Grafschaft Görz und Gradisca. Kanalburg war der flächenmäßig sechstgrößte Gerichtsbezirk der 13 Gerichtsbezirke umfassenden Grafschaft Görz, wies jedoch nur die viertgrößte Einwohnerzahl auf. Der Gerichtsbezirk umfasste Gebiete in der heutigen, slowenischen Region Goriška an der Staatsgrenze zu Italien und gehörte zum Bezirk Görz. Nach dem Ersten Weltkrieg musste Österreich den gesamten Gerichtsbezirk an Italien abtreten, nach dem Zweiten Weltkrieg gelangte das Gebiet an Jugoslawien.

## Geschichte
Um 1850 wurde in der Gefürsteten Grafschaft Görz und Gradisca so wie im gesamten Kaisertum Österreich die ursprüngliche Patrimonialgerichtsbarkeit aufgelöst. In der Folge wurde unter anderen der Gerichtsbezirk Kanalburg geschaffen. Der Gerichtsbezirk unterstand dem für die gesamte Grafschaft zuständigen Landesgericht Görz, das wiederum dem Oberlandesgericht Triest, das am 1. Mai 1850 seine Tätigkeit aufnahm, unterstellt war. Auch nachdem Görz und Gradisca bzw. Triest sowie Istrien vom ursprünglichen Kronland Küstenland ihre Selbständigkeit als Kronland erlangten, blieb das Oberlandesgericht Triest die oberste Instanz für den Gerichtsbezirk Kanalburg.
Der Gerichtsbezirk Kanalburg bildete im Zuge der Trennung der politischen von der judikativen Verwaltung ab 1868 gemeinsam mit den Gerichtsbezirken Görz und Haidenschaft den Bezirk Görz.
Der Gerichtsbezirk Kanalburg wies 1910 eine Bevölkerung von 14.052 Personen auf, von denen 13.937 Slowenisch als Umgangssprache angaben. Im Gerichtsbezirk lebten zudem 50 Deutschsprachige, 22 Italienischsprachige und 43 Anderssprachige oder Staatsfremde.
Durch die Grenzbestimmungen des am 10. September 1919 abgeschlossenen Vertrages von Saint-Germain wurde der Gerichtsbezirk Kanalburg zur Gänze Italien zugeschlagen. Nach dem Zweiten Weltkrieg gelangte das Gebiet an Jugoslawien, heute ist es großteils Teil der Gemeinden Kanal ob Soči und Nova Gorica bzw. Sloweniens.

## Gerichtssprengel
Der Gerichtssprengel umfasste 1910 zehn Gemeinden Ajba, Anhovo, Avče (Auzza), Banjšice Svetega Duha (Bainsizza Heiligengeist oder Bainsizza Santo Spirito), Bate, Kanal (Canale), Deskle (Descla), Kal, Lokovec und Ročinj (Ronzina).